# 鶴羽根神社
鶴羽根神社（つるはねじんじゃ）は広島県広島市東区二葉の里に位置する神社。広島二葉山山麓七福神のひとつである弁財天が境内に鎮座している。

## 歴史
古くは鎌倉時代に源頼政の室である菖蒲の前が現在の東広島市で落ち延のび、その没後、遺志により家臣であった池田左衛門によって1190年に創建された。修理に椎をつかったため、「椎の木八幡宮」と称した。しかし、享保（1716～1736）年間に火災にあい、のちに戦乱にもあったため荒廃した。
近世になり復興を果たし、1835年に現在の饒津神社付近から、現在の位置に遷座した。
1869年、浅野長勲の撰名で「鶴羽根八幡宮」と改称。さらに、3年後の1872年「鶴羽根神社」と改められた。名称は背後にある二葉山が鶴が羽を広げたような姿であることから名付けられた。
1945年8月6日に原子爆弾が投下された際、社殿は廃墟と化したが再興されている。石鳥居、石ノ太鼓橋手水舎、唐獅子、石燈籠は当時のままのものである。また、松、楠、イチョウの被爆樹木もある。

## 境内
境内社の「椎木稲荷神社」が存在する。創始は不詳で「朝櫻神社」と称していた境内社と、土地古来の神である地主大神を併せ祀っている。原爆投下後の再建時に、先述した鶴羽根神社の古社名をの「椎木稲荷神社」と改称した。
山縣豊太郎像、料亭「二葉」などもあるほか、広島二葉山山麓七福神のひとつである弁財天が境内に鎮座している。

## 交通アクセス
住所
広島県広島市東区二葉の里2丁目5-11
公共交通機関
- 広島駅より徒歩19分。[3]
- 広島バスの中山線または深川線、広電バス5号線（牛田早稲田～広島駅～大学病院）の鶴羽根神社前バス停より徒歩2分。[5]